# Sabaco maculatus
Sabaco maculatus är en ringmaskart som beskrevs av Johan Gustaf Hjalmar Kinberg 1866. Sabaco maculatus ingår i släktet Sabaco och familjen Maldanidae. Inga underarter finns listade i Catalogue of Life.